# Olivier de Funès
Olivier de Funès [fyˈnɛs] (* 11. August 1949 in Paris als Olivier Pierre de Funès de Galarza) ist ein ehemaliger französischer Schauspieler.

## Werdegang
Er ist der Sohn des französischen Komikers Louis de Funès und von Jeanne Barthélemy de Maupassant, einer Großnichte von Guy de Maupassant. Olivier hat einen älteren Bruder und einen älteren Stiefbruder. Er hat mit seiner Frau drei Kinder.
Nachdem Olivier de Funès in mehreren Filmen als Co-Star neben seinem Vater aufgetreten war, erkannte er nach eigener Aussage frühzeitig, dass das Schauspielfach nicht seiner wirklichen Berufung entsprach. Er wurde dann Pilot bei Air France und Air Inter.

## Filmografie
- 1965: Fantomas gegen Interpol (Fantômas se déchaîne)
- 1966: Scharfe Kurven für Madame (Le Grand restaurant)
- 1967: Balduin, der Ferienschreck (Les Grandes vacances)
- 1969: Onkel Paul, die große Pflaume (Hibernatus)
- 1970: Alles tanzt nach meiner Pfeife (L’Homme orchestre)
- 1971: Balduin, der Sonntagsfahrer (Sur un arbre perché)